# Esoterismo neo-nazista
Col termine neonazismo esoterico o esoterismo neo-nazista si indicano generalmente varie interpretazioni e adattamenti pseudo-religiosi del misticismo nazista nel periodo successivo alla seconda guerra mondiale. Dopo il 1945 gli elementi esoterici del Terzo Reich sono stati adattati alle nuove forme di religiosità inerenti al movimento völkisch facente parte del nazionalismo bianco.

## Maggiori esponenti

### Savitri Devi
La scrittrice di origini greche conosciuta con lo pseudonimo di Savitri Devi è stata la prima grande esponente nell'immediato dopoguerra di quello che sarebbe diventato noto col nome di "hitlerismo esoterico"; secondo tale ideologia, a seguito della caduta del Terzo Reich e del suicidio di Adolf Hitler alla fine della seconda guerra mondiale, la stessa figura di Hitler avrebbe potuto subire un processo di divinizzazione.
Devi collega l'idea di razza ariana appartenuta al Führer a quella pan-induista del movimento d'indipendenza indiano e ai suoi attivisti di maggior spicco come Subhas Chandra Bose. Nella sua visione, la svastica era un simbolo di particolare importanza, in quanto simboleggiava l'unità della razza ariana nelle sue componenti germaniche ed hindu (e che è, anche nella tradizione tibetana, un simbolo di buon augurio).
Savitri si dimostra interessata prima d'ogni altra cosa al sistema delle caste in India, che considera come l'archetipo delle leggi razziali destinate a governare la separazione delle differenti razze; questo allo scopo di mantenere la purezza del sangue (ben raffigurata anche dall'aspetto e dalla carnagione chiara). Considera poi la sopravvivenza della minoranza dalla pelle chiara costituita dai brahmani, in mezzo alle popolazioni di molteplici razze diverse del subcontinente indiano dopo più di 60 secoli, come un esempio assoluto del valore intrinseco dato dal sistema ariano delle caste.
Ella ha integrato il nazismo all'interno di un più ampio quadro mistico-religioso, quello della concezione ciclica del mondo, interpretandolo all'interno di una più larga struttura di corsi e ricorsi storici della storia induista (vedi Yuga). Savitri ha poi considerato Hitler come Kalki, il decimo e ultimo Avatāra del dio Visnù, chiamandolo con appellativi del tipo "dio-uomo/Semidio della nostra epoca-Uomo contro il Tempo-più grande europeo di tutti i tempi", con una visione ideale derivata dal mito dell'eterno ritorno; il popolo ariano era quello dominatore del ciclo temporale precedente all'attuale e ricordato come esser stato nel suo insieme "l'umanità perfetta" e dotata dei mezzi pratici effettivi per opporsi alle forze degenerative della temporalità (o "forze che agiscono nel Tempo").

Vede infine la sconfitta e morte di Hitler causata dal fatto di essere stato "troppo magnanimo, troppo fiducioso/corretto e troppo buono", in definitiva per il non esser stato capace di dimostrarsi abbastanza spietato, di aver nel proprio profilo psicologico troppa solarità benevola e non abbastanza fulmine (ovvero praticità e assenza di scrupoli). Dopo la disperazione seguita alla sconfitta dell'asse e alla morte di Hitler, Savitri Devi arriverà alla conclusione che egli non era Kalki, ma la sua incarnazione precedente, un'anticipazione all'incarnazione prossima ventura di Kalki, la quale

### Robert Charroux
A differenza di altri autori propugnatori della teoria degli antichi astronauti, Robert Charroux ha sempre dimostrato un grande interesse nei confronti del razzismo. Secondo Charroux l'Iperborea era situata approssimativamente tra le isole di Islanda e Groenlandia ed è stata la patria ancestrale dei bianchi (la cosiddetta razza caucasica) abitanti della Scandinavia, con i capelli biondi e gli occhi azzurri. Charroux sostiene inoltre che questo popolo avesse avuto un'origine extraterrestre, proveniente da un gelido pianeta posizionato agli estremi limiti del sistema solare.
Questa "razza bianca degli iperborei", antenati dei Celti, aveva dominato il mondo intero in un arcaico passato al di là della storia documentata cronologicamente e che affonda le proprie radici nell'antica mitologia. Molte di queste affermazioni hanno influenzato le credenze del "nazismo esoterico", in particolare quelle presenti nell'opera di Miguel Serrano.

### Miguel Serrano
Ex-diplomatico del Cile, Miguel Serrano è una delle figure più importanti dell'hitlerismo esoterico. Autore di numerosi libri tra cui "Il nastro d'oro: Hitlerismo Esoterico" (1978) e "Adolf Hitler, l'ultimo Avatar" (1984), Serrano appartiene alla schiera di esoteristi nazisti che considerano il "sangue ariano" come avente un'origine extraterrestre: egli trova le prove mitologiche di queste origini sovrumane di una parte degli esseri umani nell'immagine dei Nephilim, i cosiddetti "angeli caduti" descritti nel Libro della Genesi e contenuto nella Sacra Bibbia.
Suggerisce inoltre l'ipotesi che l'improvvisa comparsa dell'uomo di Cro-Magnon, con i suoi alti meriti e imprese artistico-culturali, durante la preistoria europea sia in realtà la registrazione del passaggio di uno di questi divya (un termine della lingua sanscrita per indicare il dio-uomo/Semidio), discese sul pianeta Terra opporsi e sostituire a poco a poco l'essere inferiore costituito dall'uomo di Neanderthal, quest'ultimo essendo la manifesta creazione abominevole del demiurgo terrestre (inteso come un specie di divinità inferiore nonché come il dio degli ebrei).
Di tutte le razze presenti sulla Terra, solamente gli ariani sono atti a preservare la memoria dei loro antenati divini, tramite la nobiltà ancestrale del proprio sangue che è ancora oggi mescolato con la luce proveniente dal Sole nero, per Serrano inoltre un vero e proprio corpo celeste e patria originale degli ariani.
Tutte le altre razze sono la progenie degli uomini-bestia provenienti dall'opera del demiurgo originario del pianeta.
Serrano sostiene una tale idea dai vari miti che attribuiscono una qualche ascendenza divina ai popoli ariani, come ad esempio la storia del dio della mitologia azteca chiamato Quetzalcoatl, giunto sulla Terra proveniente direttamente da Venere (astronomia). 
Egli cita anche l'ipotesi pseudoscientifica (a suo dire di tutto rispetto, ma mai ampiamente accettata), di Bal Gangadhar Tilak, che vuole esser stata la zona artica la patria primordiale degli indo-ariani e l'identificazione del centro terreno da cui partirono le prime migrazioni ariane come l'antico continente perduto di Iperborea.
In questo modo gli dei extraterrestri di Serrano sono identificati come "iperboei".
Nel tentativo di aumentare lo sviluppo spirituale delle razze collegate alla terra, gli iperborei o divyas hanno subito una tragica battuta d'arresto. Rifacendosi ad una delle storie narrate nel Libro di Enoch, Serrano racconta la vicenda di un gruppo di rinnegati semidei i quali hanno commesso il peccato di unirsi sessualmente alle razze inferiori e con gli animali terrestri creando così il meticciato, diluendo così la purezza del sangue che porta luce ai suoi possessori e diminuendo al contempo, quale diretta conseguenza, la consapevolezza divina dell'intero pianeta.
Il concetto di Iperborea ha per Serrano contemporaneamente un significato razziale ed uno mistico. La sua convinzione è che Hitler si sia recato a Shambhala, una città sotterranea che egli colloca in Antartide (precedentemente, al Polo Nord ed in Tibet), dove entrò in contatto con gli dei iperborei e da dove sorgerà di nuovo un giorno al comando di un'armata di UFO. Guiderà allora le forze della luce (Iperborea, associata talvolta con Vril) alla vittoria contro quelle delle tenebre (che inevitabilmente includono, per Serrano, gli Ebrei adoratori di Jehova) nella battaglia finale, quella che aprirà l'era del Quarto Reich.
Secondo Nicholas Goodrick-Clarke "Serrano segue la tradizione gnostica catara (anni 1025-1244) identificando in Jehovah, il Dio dell'Antico Testamento, il demiurgo malvagio. Come i dualisti medievali, questa eresia ripudiò Jehova come un dio falso e un mero esecutore nei confronti del vero Dio, molto lontano dal regno di mortali. Questa dottrina gnostica chiaramente conduceva a pericolosissime implicazioni nei confronti del popolo ebraico. Dato che Jehova era, a tutti gli effetti, la loro divinità primigenia, ne conseguiva che essi fossero a tutti gli effetti gli adoratori del demonio. Assurgendo così gli ebrei al ruolo di figli di Satana, l'eresia catara riuscì a dare all'antisemitismo lo status di dottrina teologica, con tanto di vasta base cosmologica. Se gli Ariani Iperborei sono l'archetipo e i discendenti di sangue di quelli che Serrano chiama divyas (provenienti dal Sole nero), è ovvio che l'archetipo del Signore dell'Oscurità ha bisogno di un'adeguata razza antagonista. Il demiurgo trovò negli Ebrei il popolo più adatto a divenire il suo archetipo". Lo studioso delle religioni Frederick C. Grant e Hyam Maccoby enfatizzano, nella visione dualistica gnostica, che "gli Ebrei erano visti come il popolo eletto dal demiurgo per avere lo speciale ruolo storico di fermare l'operato salvifico degli emissari del Vero Dio". Serrano quindi considera Hitler come uno dei più grandi emissari di questo dio, rifiutato e crocifisso dalla tirannia della massa ebraicizzata come altri rivoluzionari portatori di luce prima di lui.
Serrano, nella sua ideologia, ha anche riservato un posto speciale alle SS le quali, nei loro tentativi di ricreare l'antica stirpe dell'uomo-dio ariano, sono considerate sopra qualunque tipo di moralità e dunque giustificate nelle loro azioni, visto anche l'esempio della "distaccata violenza" anti-umanitaria insegnata nell'induismo ariano del Bhagavad Gita.

#### L'inconscio collettivo ariano
Nella suo libro "Black Sun: Aryan Cults, Esoteric Nazism and the Politics of Identity" (2002) Nicholas Goodrick-Clarke riporta come Carl Gustav Jung ebbe modo di descrivere Hitler "come un posseduto dall'archetipo dell'inconscio collettivo ariano e non poté fare a meno di obbedire ai comandi di una voce interiore". In una serie di interviste tra il 1936 e il 1939, Jung caratterizza Hitler come un archetipo, che spesso si manifesta con l'esclusione completa della personalità individuale: "Hitler è pertanto un vaso spirituale, un semi-divinità, ancora meglio, un mito. Invece Benito Mussolini è soltanto un uomo... il messia della Germania che insegna la virtù della spada. La voce che sente è quella dell'inconscio collettivo della sua razza".
Il suggerimento dato da Jung che Hitler fosse la personificazione di un inconscio collettivo ariano ha profondamente interessato ed influenzato Serrano.

## Teorie del complotto e pseudoscienza
Le opere di Miguel Serrano, Julius Evola, Savitri Devi e altri hanno generato numerose altre opere sulle connessioni tra il credo della razza ariana e la fuga di vari nazisti e teorie cospirazioniste, come quella dei rettiliani, della terra cava e delle mitiche civiltà al suo interno, e di un'oscura cospirazione per il Nuovo ordine mondiale.
Il libro Arktos: The Polar Myth in Science, Symbolism, and Nazi Survival, dello studioso della Hypnerotomachia Poliphili Joscelyn Godwin, discute di varie teorie pseudoscientifiche sulla possibilità di elementi nazisti tuttora sopravviventi in Antartide. Arktos è encomiabile, nel suo approccio attento e nella disamina di molte fonti altrimenti non disponibili.
Godwin e altri autori, compreso Nicholas Goodrick-Clarke, hanno discusso anche dei presunti rettili antartici alleati di Hitler (a volte collegati agli iperborei) e delle connessioni fra misticismo nazista e l'energia Vril, o le civiltà nascoste di Shambhala e di Agartha, o le presunte basi UFO sotterranee.

## Rapporto con il neopaganesimo
Organizzazioni che in certo qual modo si rifanno al "misticismo germanico" come l'Armanen-Orden (operante dal 1976) rappresentano significativi sviluppi di esoterismo neopagano e ariosofico dopo la seconda guerra mondiale.

## I movimenti neo-völkisch
Ai giorni d'oggi vi è una rete a maglie larghe di piccoli gruppi musicali che riuniscono il neofascismo con il satanismo. Questi gruppi si trovano principalmente in Gran Bretagna, Francia e Nuova Zelanda, con nomi quali "Black Order" o "Infernal Alliance", e traggono la loro ispirazione dall'hitlerismo esoterico di Miguel Serrano.
Influenze mistiche spesso sono presenti nella moderna musica nazista, specialmente riferimenti a particolari manufatti come la Lancia Sacra.
D'altro canto, svariati gruppi ed organizzazioni neopagane del Nord Europa, hanno esplicitamente dichiarato che il neonazismo e i suoi collegamenti con Ásatrú non è assolutamente da ritenersi condividere con loro un patrimonio comune, o simile. In particolare, affermano con forza queste posizioni soprattutto organizzazioni come i Theods, lo Ásatrúarfélagið e il Viðartrúar.